# Zach Redmond
Zachary Thomas Redmond, detto Zach (Traverse City, 26 luglio 1988), è un hockeista su ghiaccio statunitense.

## Palmarès

### Mondiali
- 1 medaglia:
  - 1 bronzo (Repubblica Ceca 2015)